# 三架橋
三架橋（さんかばし）は、香川県観音寺市の財田川の下流にかかっている鉄骨コンクリート製の橋である。1935年に完成した。
橋には香川県道21号丸亀詫間豊浜線が通り、日本百名橋にも選ばれた観音寺市を代表する名橋。三連のアーチを描く欄干が特徴。延長93m、幅員7m、当時の金額で39000円と延べ人員7000人を要している。

## 歴史
三架橋の歴史は古く、「金比羅参詣名所図会」(1848年（嘉永元年）)に「三架橋は、琴弾山麓の染川にあり、3橋つづいて架かるゆえに号したという。川原で染物をなし、その橋詰は観音寺の町で商家、蔵が建ち3つの太鼓橋が架かっている」と記されています。また、これとは別に、三架橋の名は、琴弾八幡宮の参賀橋であることに由来するとも言われている。江戸時代には、三連の太鼓橋であった。明治18年に平面の木橋に改められ、1935年（昭和10年）に現在の橋に替えられた。また、「日本百名橋」「土木学会選奨土木遺産」にも選ばれている。

## ちょうさ
琴弾八幡宮大祭のときには、9台のちょうさと呼ばれる太鼓台が三架橋を渡る。

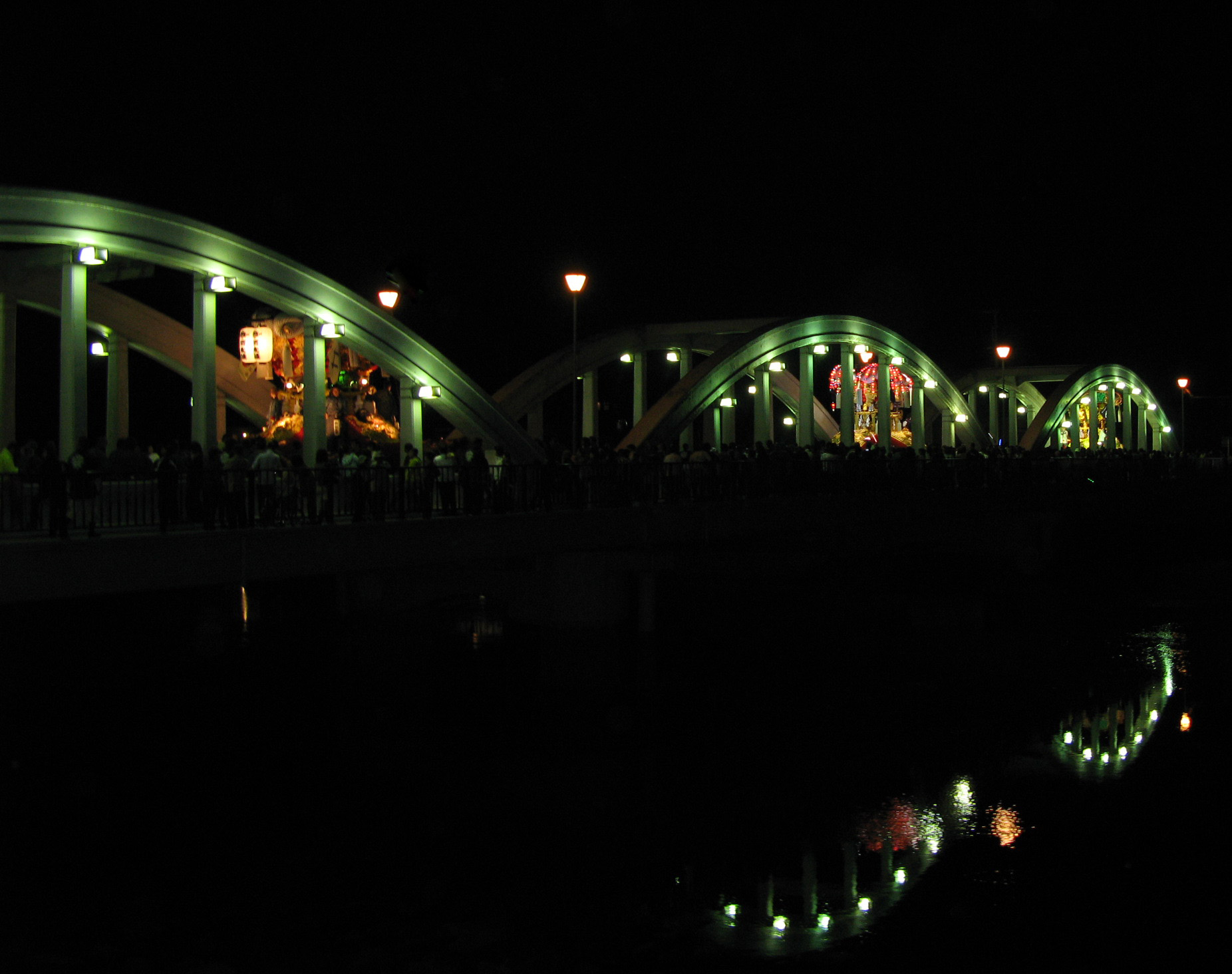
ちょうさ
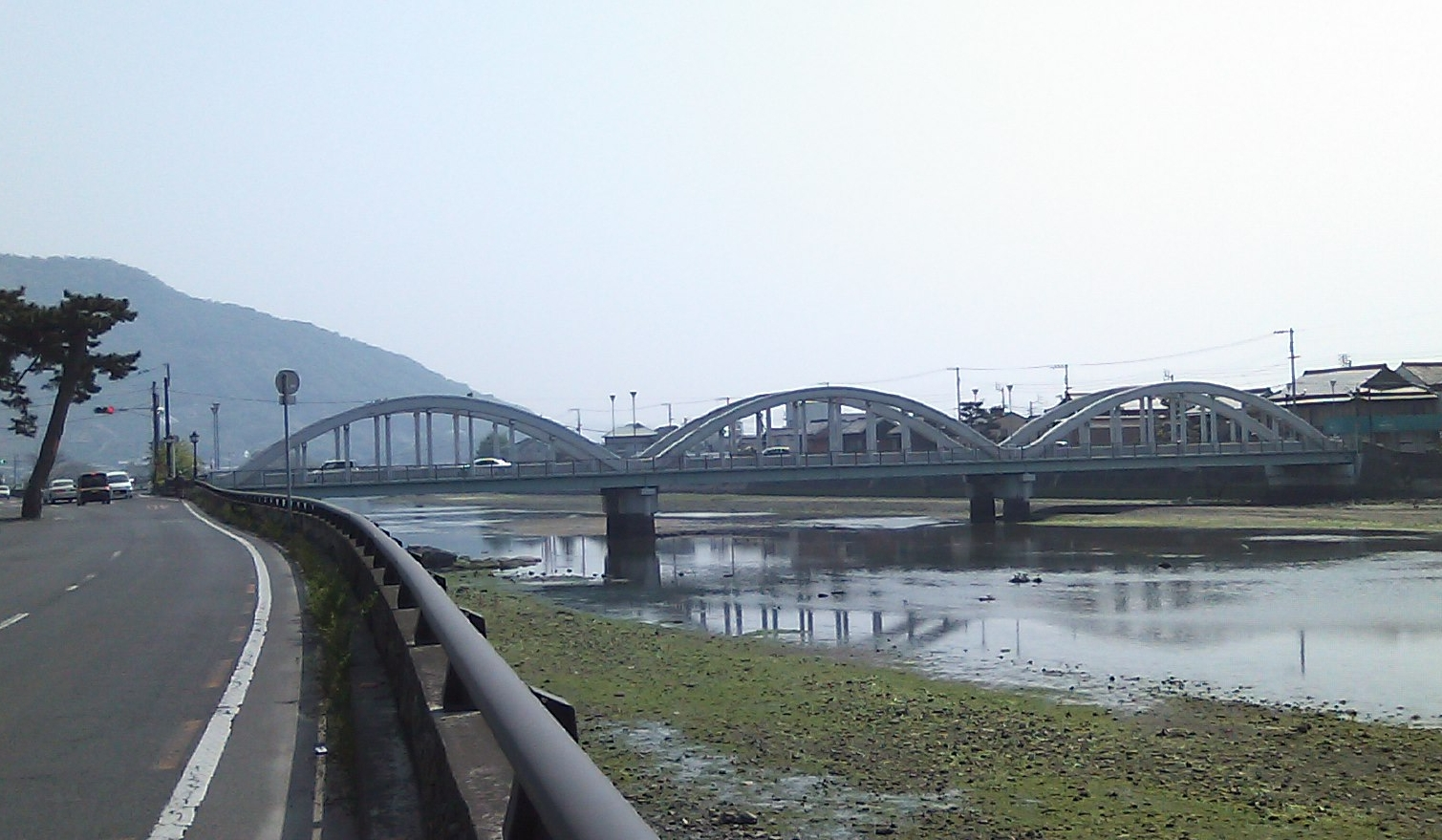
下流側
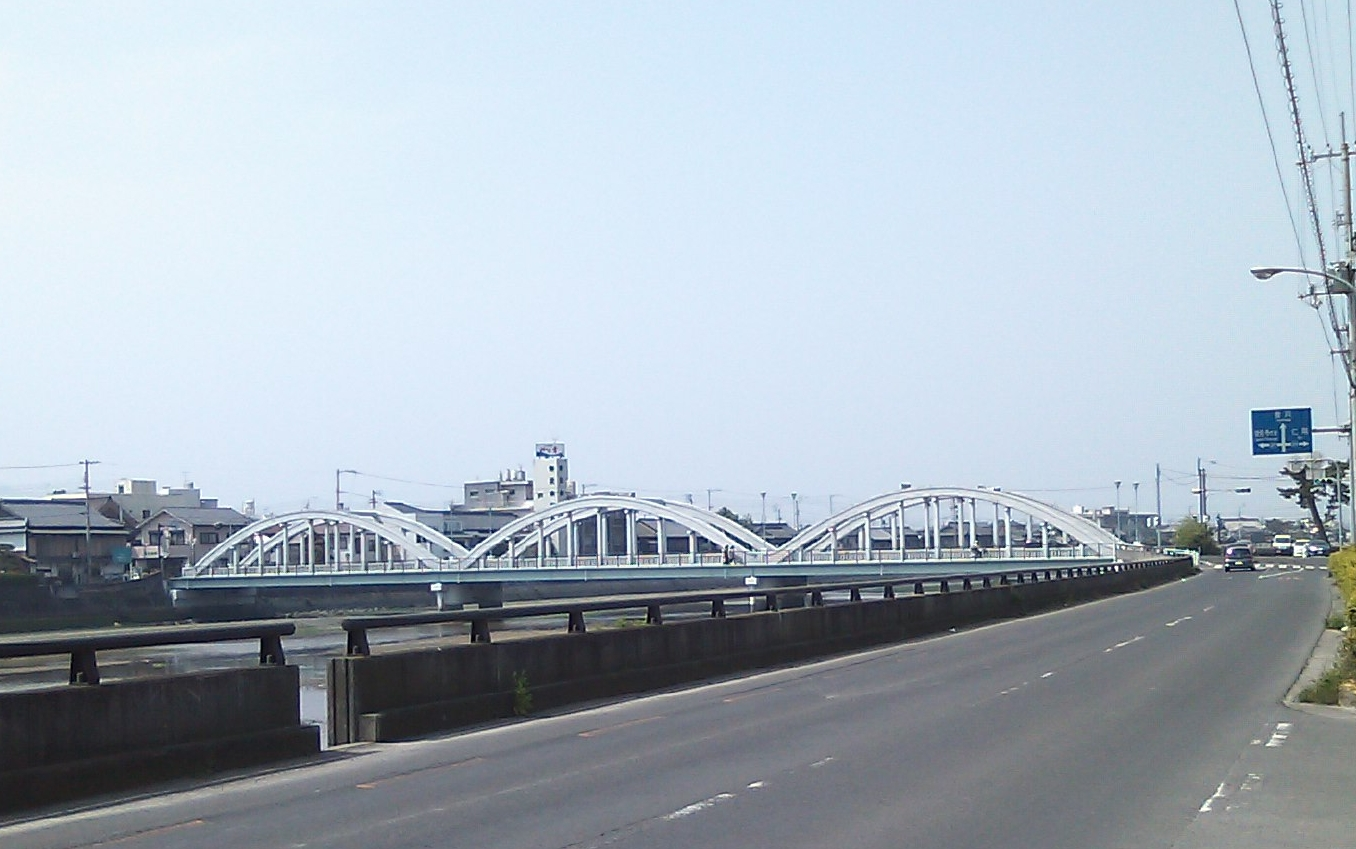
上流側
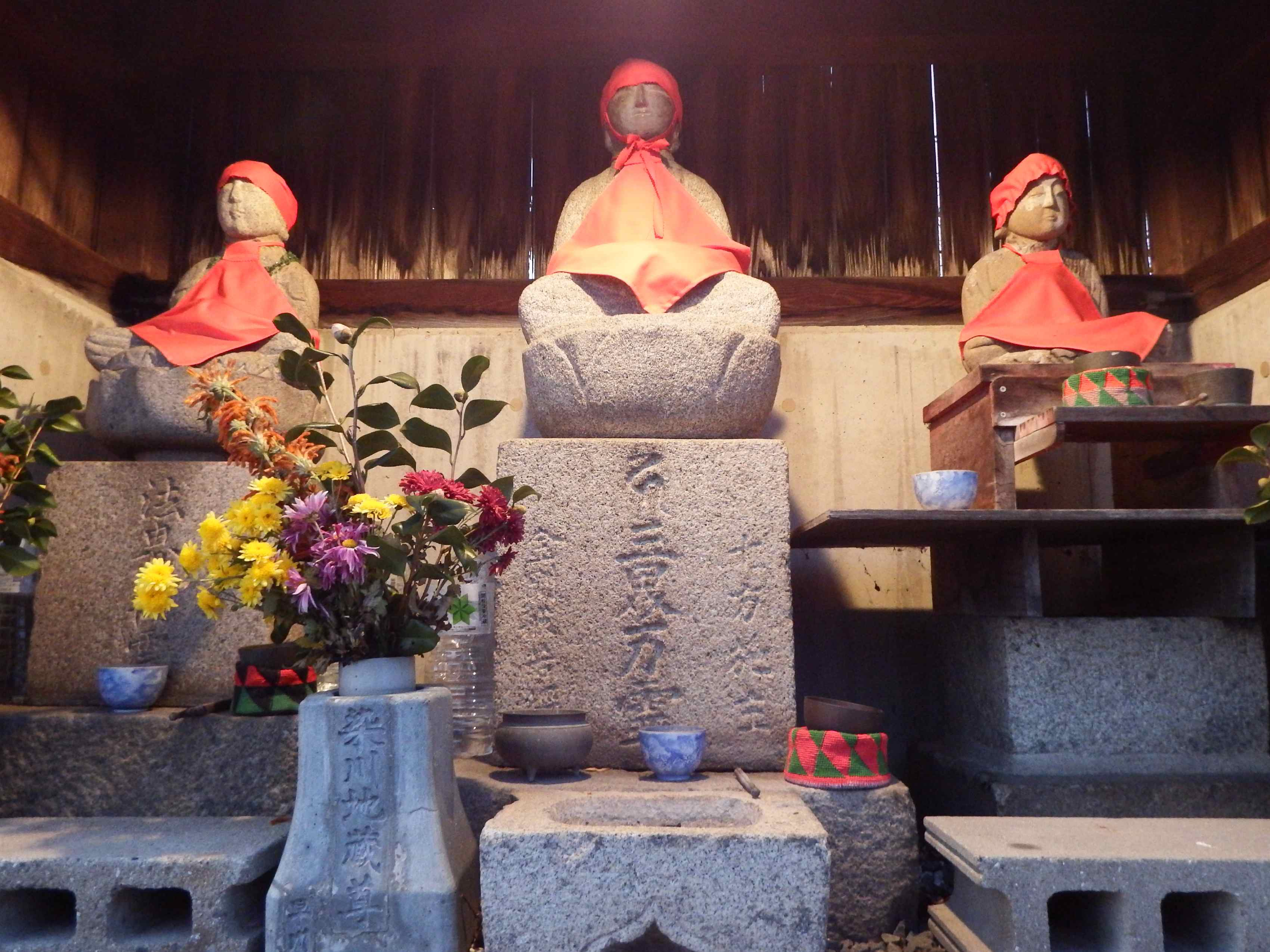
染川地蔵尊